# دودمان تئودوسیان
دودمان امپراتوری تئودوسیان (انگلیسی: Theodosian dynasty) یک خاندان امپراتوری رومی بود که پنج امپراتور روم در دوران باستان متأخر از آن برخاستند که بر امپراتوری روم از ۳۷۹ تا ۴۵۷ سلطنت می‌کردند. سر سلسله این سلسله فلاویوس تئودوسیوس بود که پسرش تئودئوس یکم در سال ۳۷۹ امپراتور روم شد.